# Großer Preis von Italien 1951
Der Große Preis von Italien 1951 (offiziell XXII Gran Premio d’Italia) fand am 16. September auf dem Autodromo Nazionale die Monza in Monza statt und war das siebte Rennen der Automobil-Weltmeisterschaft 1951.

## Berichte

### Hintergrund
Vor dem Großen Preis von Italien stellte sich die WM-Situation wie folgt dar: Juan Manuel Fangio führte mit zehn Punkten Vorsprung auf Alberto Ascari die WM an. Würde er das Rennen inkl. schnellster Runde gewinnen, wäre er Weltmeister, selbst, wenn Ascari Zweiter würde. Zwar würden Fangio nach dem Sieg die Punkte aus dem Grand Prix von Frankreich gestrichen werden, während Ascari noch voll punkten könnte, sollte jedoch Ascari den letzten Grand Prix in Spanien gewinnen, so würden auch ihm die Punkte vom Frankreich-Rennen gestrichen werden, so dass er auf maximal 29 Punkte käme, während Fangio schon 31 hat. Unter für sie günstigen Voraussetzungen hatten auch noch Giuseppe Farina und José Froilán González Chancen auf den Titel.
Alfa Romeo trat mit drei weiterentwickelten Modellen vom Typ 159M an. Die Fahrzeuge hatten verbesserte Maschinen, ein versteiftes Chassis, De-Dion-Hinterachsen und eine geänderte Heckpartie. Sie wurden von Fangio, Farina und Felice Bonetto zur Verfügung gestellt, während Consalvo Sanesi ein Modell ohne diese Modifikationen fahren sollte. Aufgrund von Brandverletzungen, die er bei einem anderen Rennen erlitten hatte, übernahm jedoch Emmanuel de Graffenried den Wagen.
Ferrari meldete gleich fünf offizielle Werkswagen vom Typ 375. Neben der Stammbesetzung wurden weitere Wagen an Piero Taruffi und den Debütanten Chico Landi vergeben. Private Ferrari brachten Rudolf Fischer und Peter Whitehead an den Start.
B.R.M. war wieder mit zwei Fahrzeugen gemeldet. Doch nach dem Training, das Reg Parnell einen Startplatz in der zweiten Reihe und dem Neuling Ken Richardson einen in der dritten Reihe gesichert hätte, wurde letzterem jedoch die Lizenz verweigert und so übernahm der wohl eher zufällig anwesende Hans Stuck das Steuer. Beide Fahrzeuge hatten jedoch Getriebeprobleme, sodass sich das Team entschloss, überhaupt nicht zu starten.
Mit Farina und Ascari (jeweils einmal) traten zwei ehemalige Sieger zu diesem Grand Prix an.

### Training und Qualifying

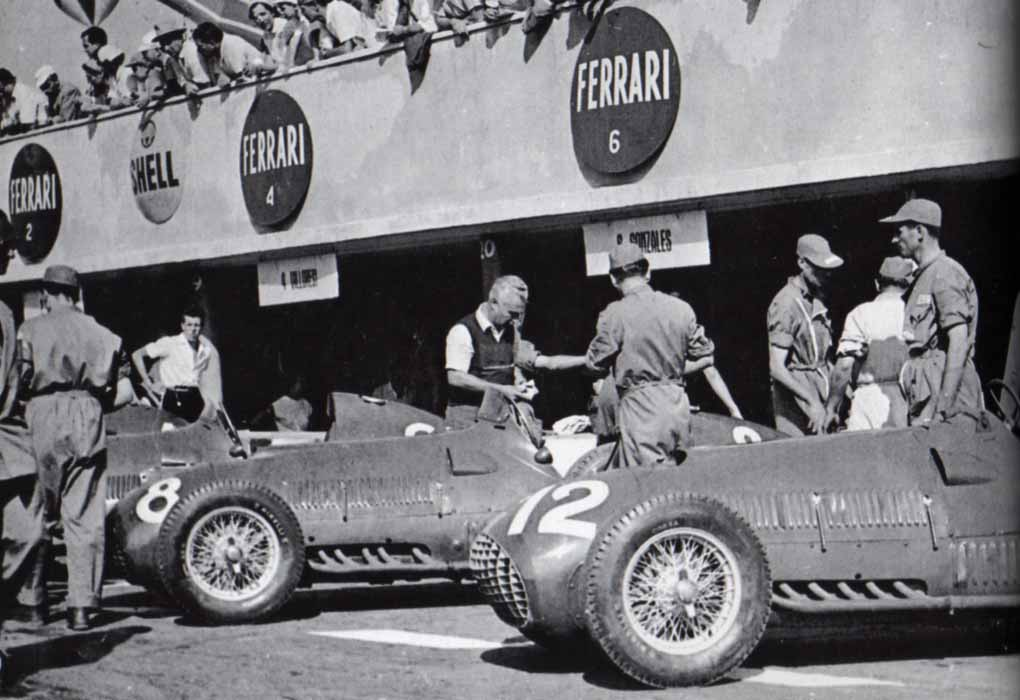
Zwei der Werks-Ferrari 375F1 in den Boxen

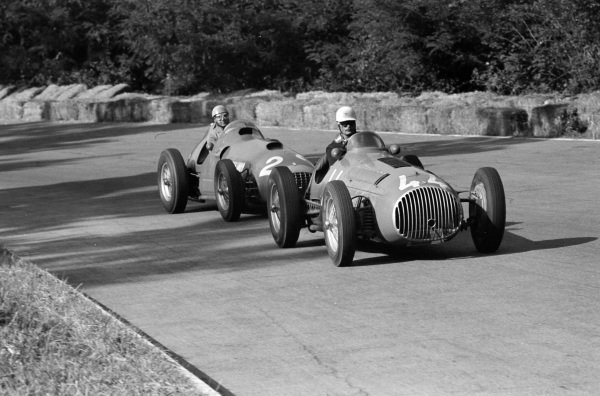
Franco Rol im Osca 4500G vor Alberto Ascari im siegreichen Ferrari 375F1

Mit den verbesserten Wagen gelang es Fangio und Farina, die Ferrari wieder um 1–2 Sekunden zu distanzieren. Dies war allerdings bei weitem nicht so viel, wie es auf Kursen mit vielen langen Geraden in der Vergangenheit der Fall war. Fangio sicherte sich die Pole-Position vor Farina, die erste Startreihe komplettierten die beiden Ferrari von Ascari und González. Ferrari-Debütant Landi kam nicht so gut zurecht und konnte sich nur für die vierte Reihe qualifizieren.

### Rennen
Fangio nutze die Pole-Position zu einem guten Start und führte das Feld die ersten drei Runden an, bevor Ascari an ihm vorbeizog. Früh zu Ende war das Rennen für Landi, Whitehead und de Graffenried, die alle in den ersten beiden Runden aufgeben mussten. Farina musste in der siebten Runde mit Motorschaden aufgeben. Eine Runde später gelang es Fangio, wieder an Ascari vorbeizukommen. In der 13. Runde holte sich Fangio jedoch einen Plattfuß und musste langsam an die Box zurückkehren, wobei er bis auf den fünften Platz zurückfiel. Durch einen Boxenstopp Luigi Villoresis und ein Überholmanöver gegen Bonetto konnte er sich schnell wieder auf den dritten Platz vorarbeiten.
In der 30. Runde übernahm der ausgeschiedene Farina den Wagen Bonettos, der an vierter Stelle lag. Ascari und González wurden auch durch ihre Boxenstopps nicht von ihren angestammten Positionen verdrängt, Fangio musste dagegen seine Jagd auf die Führenden in der 39. Runde beenden, als ihn ein Motorschaden ereilte. In der ganzen zweiten Rennhälfte gab es keine Positionsverschiebungen mehr. Einzig Farina gelang es, den Druck auf die Führenden aufrechtzuerhalten, aber ein leerer Benzintank zwang ihn, einen zusätzlichen Stopp zum Nachtanken einzulegen, allerdings ohne eine Position zu verlieren. Ascari siegte mit knapp 45 Sekunden Vorsprung auf González. Alle anderen Fahrer lagen mindestens eine Runde zurück.
Die Entscheidung in der Fahrerweltmeisterschaft musste nun im letzten Rennen fallen.

## Meldeliste
| Team                       | Nr. | Fahrer                  | Chassis             | Motor      | Reifen |
| -------------------------- | --- | ----------------------- | ------------------- | ---------- | ------ |
| Scuderia Ferrari           | 02  | Alberto Ascari          | Ferrari 375         | Ferrari    | P      |
| Scuderia Ferrari           | 04  | Luigi Villoresi         | Ferrari 375         | Ferrari    | P      |
| Scuderia Ferrari           | 06  | José Froilán González   | Ferrari 375         | Ferrari    | P      |
| Scuderia Ferrari           | 08  | Piero Taruffi           | Ferrari 375         | Ferrari    | P      |
| Scuderia Ferrari           | 12  | Francisco Landi         | Ferrari 375         | Ferrari    | P      |
| Ecurie Espadon             | 14  | Rudolf Fischer          | Ferrari 212 F1      | Ferrari    | P      |
| Team Peter Whitehead       | 16  | Peter Whitehead         | Ferrari 125         | Ferrari    | D      |
| Ecurie Rosier              | 18  | Louis Rosier            | Talbot-Lago T26C-DA | Talbot     | D      |
| Ecurie Rosier              | 20  | Louis Chiron            | Talbot-Lago T26C-DA | Talbot     | D      |
| Team Pierre Levegh         | 22  | Pierre Levegh           | Talbot-Lago T26C    | Talbot     | D      |
| Team Yves Giraud-Cabantous | 24  | Yves Giraud-Cabantous   | Talbot-Lago T26C    | Talbot     | D      |
| Ecurie Belge               | 26  | Johnny Claes            | Talbot-Lago T26C-DA | Talbot     | D      |
| Ecurie Belgique            | 28  | Jacques Swaters         | Talbot-Lago T26C    | Talbot     | D      |
| British Racing Motors      | 30  | Reg Parnell             | BRM P15             | BRM        | D      |
| British Racing Motors      | 32  | Hans Stuck              | BRM P15             | BRM        | D      |
| British Racing Motors      | 32  | Ken Richardson          | BRM P15             | BRM        | D      |
| Alfa Romeo Motorsport      | 34  | Giuseppe Farina         | Alfa Romeo 159      | Alfa Romeo | P      |
| Alfa Romeo Motorsport      | 36  | Emmanuel de Graffenried | Alfa Romeo 159      | Alfa Romeo | P      |
| Alfa Romeo Motorsport      | 38  | Juan Manuel Fangio      | Alfa Romeo 159      | Alfa Romeo | P      |
| Alfa Romeo Motorsport      | 40  | Felice Bonetto          | Alfa Romeo 159      | Alfa Romeo | P      |
| Automobili OSCA            | 44  | Franco Rol              | Osca 4500G          | OSCA       | P      |
| Gordini                    | 46  | Robert Manzon           | Gordini Type 15     | Gordini    | E      |
| Gordini                    | 48  | André Simon             | Gordini Type 15     | Gordini    | E      |
| Gordini                    | 50  | Maurice Trintignant     | Gordini Type 15     | Gordini    | E      |

## Klassifikation

### Startaufstellung
| Pos. | Fahrer                  | Konstrukteur  | Zeit       | Startreihe |
| ---- | ----------------------- | ------------- | ---------- | ---------- |
| 01   | Juan Manuel Fangio      | Alfa Romeo    | 1:53,2     | 1          |
| 02   | Giuseppe Farina         | Alfa Romeo    | 1:53,9     | 1          |
| 03   | Alberto Ascari          | Ferrari       | 1:55,1     | 1          |
| 04   | José Froilán González   | Ferrari       | 1:55,9     | 1          |
| 05   | Luigi Villoresi         | Ferrari       | 1:57,9     | 2          |
| 06   | Piero Taruffi           | Ferrari       | 1:58,2     | 2          |
| 07   | Felice Bonetto          | Alfa Romeo    | 1:58,3     | 2          |
| 08   | Reg Parnell             | B.R.M.        | 2:02,2     | 2          |
| 09   | Emmanuel de Graffenried | Alfa Romeo    | 2:05,2     | 3          |
| 10   | Ken Richardson          | B.R.M.        | 2:05,6     | 3          |
| 11   | André Simon             | Simca-Gordini | 2:08,0     | 3          |
| 12   | Maurice Trintignant     | Simca-Gordini | 2:08,9     | 3          |
| 13   | Robert Manzon           | Simca-Gordini | 2:09,0     | 3          |
| 14   | Yves Giraud-Cabantous   | Talbot-Lago   | 2:09,3     | 4          |
| 15   | Louis Rosier            | Talbot-Lago   | 2:10,8     | 4          |
| 16   | Francisco Landi         | Ferrari       | 2:11,2     | 4          |
| 17   | Louis Chiron            | Talbot-Lago   | 2:12,1     | 4          |
| 18   | Franco Rol              | OSCA          | 2:13,4     | 5          |
| 19   | Peter Whitehead         | Ferrari       | 2:16,2     | 5          |
| 20   | Pierre Levegh           | Talbot-Lago   | 2:16,5     | 5          |
| 21   | Johnny Claes            | Talbot-Lago   | 2:18,6     | 5          |
| 22   | Jacques Swaters         | Talbot-Lago   | 2:18,8     | 6          |
| 23   | Rudolf Fischer          | Ferrari       | keine Zeit | DNS        |
| 24   | Hans Stuck              | B.R.M.        | keine Zeit | DNS        |

## Rennergebnis
| Pos. | Fahrer                  | Konstrukteur  | Runden | Zeit        | Start | Schnellste Runde |
| ---- | ----------------------- | ------------- | ------ | ----------- | ----- | ---------------- |
| 01   | Alberto Ascari          | Ferrari       | 80     | 2:42:39,3   | 03    |                  |
| 02   | José Froilán González   | Ferrari       | 80     | + 24,6      | 04    |                  |
| 03   | Felice Bonetto          | Alfa Romeo    | 29     | + 1 Runde   | 07    |                  |
| 03   | Giuseppe Farina         | Alfa Romeo    | 50     | + 1 Runde   | 07    |                  |
| 04   | Luigi Villoresi         | Ferrari       | 79     | + 1 Runde   | 05    |                  |
| 05   | Piero Taruffi           | Ferrari       | 78     | + 2 Runden  | 06    |                  |
| 06   | André Simon             | Simca-Gordini | 74     | + 6 Runden  | 11    |                  |
| 07   | Louis Rosier            | Talbot-Lago   | 73     | + 7 Runden  | 15    | 2:11,4           |
| 08   | Yves Giraud-Cabantous   | Talbot-Lago   | 72     | + 8 Runden  | 14    | 2:13,4           |
| 09   | Franco Rol              | OSCA          | 67     | + 13 Runden | 18    |                  |
| –    | Juan Manuel Fangio      | Alfa Romeo    | 39     | DNF         | 01    |                  |
| –    | Jean Behra              | Simca-Gordini | 29     | DNF         | 12    |                  |
| –    | Robert Manzon           | Simca-Gordini | 29     | DNF         | 13    |                  |
| –    | Louis Chiron            | Talbot-Lago   | 23     | DNF         | 17    | 2:16,0           |
| –    | Pierre Levegh           | Talbot-Lago   | 9      | DNF         | 20    | 2:18,7           |
| –    | Jacques Swaters         | Talbot-Lago   | 7      | DNF         | 22    | 2:19,9           |
| –    | Giuseppe Farina         | Alfa Romeo    | 6      | DNF         | 02    | 1:56,5 (64.)     |
| –    | Johnny Claes            | Talbot-Lago   | 4      | DNF         | 21    | 2:17,4           |
| –    | Emmanuel de Graffenried | Alfa Romeo    | 1      | DNF         | 09    |                  |
| –    | Peter Whitehead         | Ferrari       | 1      | DNF         | 19    |                  |
| –    | Francisco Landi         | Ferrari       | 0      | DNF         | 16    |                  |
| DNS  | Reg Parnell             | B.R.M.        | –      | –           | 08    | –                |
| DNS  | Ken Richardson          | B.R.M.        | –      | –           | 10    | –                |
| DNS  | Rudolf Fischer          | Ferrari       | –      | –           | –     | –                |
| DNS  | Hans Stuck              | B.R.M.        | –      | –           | –     | –                |
| DNS  | Maurice Trintignant     | Simca-Gordini | –      | –           | –     | –                |

Anmerkungen
1. 1 2  Farina (50 Runden) übernahm von Bonetto (29), nachdem Farinas Wagen ausgefallen war. Die Punkte für den 3. Platz wurden unter den Fahrern aufgeteilt (Farina erhielt 1 Extrapunkt für die schnellste Rennrunde).
2. 1 2  Behra ersetzte heimlich den kranken Trintignant für das Rennen. Teamchef Amédée Gordini informierte die Rennleitung nicht über den Wechsel, da dadurch die Startgebühr des Teams gekürzt worden wäre. Behra trug sogar den Helm seines Landsmanns.

## WM-Stand nach dem Rennen
Die ersten fünf bekamen 8, 6, 4, 3 bzw. 2 Punkte; einen Punkt gab es für die schnellste Runde. Es zählten nur die vier besten Ergebnisse aus acht Rennen. Zahlen in Klammern sind Streichresultate.

### Fahrerwertung
| Pos. | Fahrer                  | Konstrukteur           | Punkte  |
| ---- | ----------------------- | ---------------------- | ------- |
| 01   | Juan Manuel Fangio      | Alfa Romeo             | 27 (28) |
| 02   | Alberto Ascari          | Ferrari                | 25      |
| 03   | José Froilán González   | Talbot-Lago / Ferrari  | 21      |
| 04   | Giuseppe Farina         | Alfa Romeo             | 17 (18) |
| 05   | Luigi Villoresi         | Ferrari                | 15 (18) |
| 06   | Piero Taruffi           | Ferrari                | 10      |
| 07   | Lee Wallard             | Kurtis Kraft           | 9       |
| 08   | Mike Nazaruk            | Kurtis Kraft           | 6       |
| 09   | Felice Bonetto          | Alfa Romeo             | 5       |
| 10   | Reg Parnell             | Ferrari / B.R.M.       | 5       |
| 11   | Luigi Fagioli           | Alfa Romeo             | 4       |
| 12   | Louis Rosier            | Talbot-Lago            | 3       |
| 13   | Consalvo Sanesi         | Alfa Romeo             | 3       |
| 14   | Andy Linden             | Sherman                | 3       |
| 15   | Emmanuel de Graffenried | Maserati / Alfa Romeo  | 2       |
| 16   | Yves Giraud-Cabantous   | Talbot-Lago            | 2       |
| 17   | Jack McGrath            | Kurtis Kraft           | 2       |
| 18   | Manuel Ayulo            | Kurtis Kraft           | 2       |
| 19   | Bobby Ball              | Schroeder              | 2       |
| 20   | Peter Walker            | B.R.M.                 | 0       |
| 21   | André Pilette           | Talbot-Lago            | 0       |
| 22   | Louis Chiron            | Talbot-Lago / Maserati | 0       |
| 23   | Brian Shawe-Taylor      | E.R.A.                 | 0       |
| 24   | Rudolf Fischer          | Ferrari                | 0       |
| 25   | André Simon             | Simca-Gordini          | 0       |
| 26   | Eugène Chaboud          | Talbot-Lago            | 0       |

| Pos. | Fahrer                     | Konstrukteur   | Punkte |
| ---- | -------------------------- | -------------- | ------ |
| 27   | Franco Rol                 | OSCA           | 0      |
| 28   | Peter Whitehead            | Ferrari        | 0      |
| 29   | Robert Manzon              | Simca-Gordini  | 0      |
| 30   | Stirling Moss              | HWM            | 0      |
| 31   | Guy Mairesse               | Talbot-Lago    | 0      |
| 32   | Philippe Étancelin         | Talbot-Lago    | 0      |
| 33   | Pierre Levegh              | Talbot-Lago    | 0      |
| 34   | Jacques Swaters            | Talbot-Lago    | 0      |
| 35   | Frederick Robert Gerard    | E.R.A          | 0      |
| 36   | Harry Schell               | Maserati       | 0      |
| 37   | Duncan Hamilton            | Talbot-Lago    | 0      |
| 38   | Johnny Claes               | Talbot-Lago    | 0      |
| –    | Henri Louveau              | Talbot-Lago    | 0      |
| –    | George Abecassis           | HWM            | 0      |
| –    | Peter Hirt                 | Veritas-Meteor | 0      |
| –    | Aldo Gordini               | Simca-Gordini  | 0      |
| –    | Maurice Trintignant        | Simca-Gordini  | 0      |
| –    | Onofre Marimón             | Maserati       | 0      |
| –    | Joe Kelly                  | Alta           | 0      |
| –    | Philip Fotheringham-Parker | Maserati       | 0      |
| –    | David Murray               | Maserati       | 0      |
| –    | John James                 | Maserati       | 0      |
| –    | Paul Pietsch               | Alfa Romeo     | 0      |
| –    | Antonio Branca             | Maserati       | 0      |
| –    | Jean Behra                 | Simca-Gordini  | 0      |
| –    | Francisco Landi            | Ferrari        | 0      |